# La Victoria (Tumbes)
La Victoria es un pueblo peruano ubicado en el distrito de Tumbes, perteneciente a la provincia y el departamento homónimos, al norte del Perú. 

## Ubicación
La Victoria se ubica al noreste de la provincia de Tumbes, en el distrito de Tumbes, en el departamento de Tumbes.

## Demografía
En 2017 La Victoria tenía una población de 1115 habitantes.